# Crown Holdings
Die Crown Holdings ist ein amerikanischer Verpackungsmittelhersteller.
Hergestellt werden Flaschen, Getränke-, Sprüh- und Konservendosen. Crown beliefert viele der führenden Brauereien und Lebensmittelhersteller der Welt. Die Crown Holdings ist der weltweit größte Konservendosen- und drittgrößte Getränkedosenhersteller.
Zu den Konkurrenten von Crown gehören Ardagh Group, Ball Corporation (mit Rexam), BWAY, Can-Pack, Metal Container Corp. und Silgan Holdings.
Von den 33.000 Mitarbeitern arbeiten 7.500 in Nord- und Südamerika, 11.500 in Europa und 4.500 im Bereich Asien-Pazifik, weitere rund 9.000 Mitarbeiter werden in der Transportbehältersparte beschäftigt.

## Geschichte
Das Unternehmen wurde von William Painter gegründet, der 1892 den Kronkorken erfand. 1996 übernahm Crown für 5,2 Mrd. US-Dollar die französische Carnaud Metalbox. Im April 2018 übernahm Crown Signode, einen Hersteller von Transportverpackungen, vom Finanzinvestor Carlyle Group.

## Crown in Deutschland
Die Crown Verschlüsse Deutschland GmbH hat ihren Sitz in Seesen. Weitere Produktionsstandorte befinden sich in Mühldorf am Inn und Lübeck. Mit der Übernahme von Signode kamen Standorte in Dinslaken, Goldkronach, Hilden, Nürnberg und Weischlitz dazu. Im Jahr 2023 übernahm Crown die Helvetia Packaging AG in Saarlouis.